# ソロモン (ヘンデル)

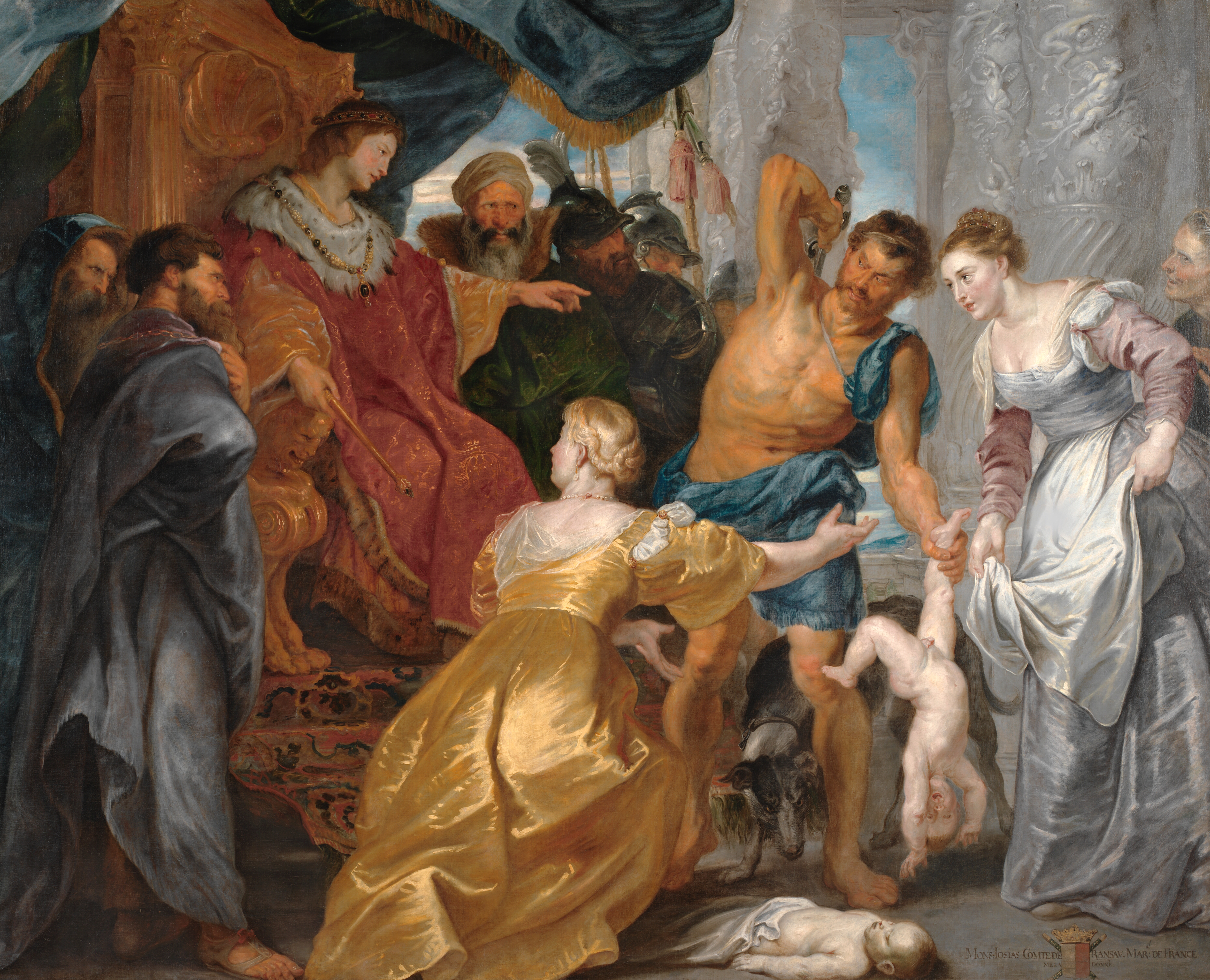
ソロモンの審判（ルーベンス画）

『ソロモン』（英語: Solomon）HWV 67は、ゲオルク・フリードリヒ・ヘンデルが1748年に作曲したオラトリオ。同年5月5日から6月13日までの約1か月で作曲された。
作者不明の台本は、旧約聖書の列王記第1巻・歴代誌第2巻と、歴史家フラウィウス・ヨセフスによる古代ユダヤ伝の賢明王ソロモンの伝記に基づいている。初演はロンドンのコヴェント・ガーデン劇場で1749年3月17日に行われ、さらに2回上演された。カテリーナ・ガリがタイトル・ロール・ソロモン役を務めた。
オラトリオ全曲が演奏されることは稀だが、第3幕に2つのオーボエと弦楽器による短く生き生きとした曲想で知られるシンフォニア『シバの女王の入城』（または『シバの女王の到着』）があり、その部分だけが有名になり、しばしば結婚式で演奏されるほか、ロンドン・オリンピック（2012年）の開会式でも演奏された。ほかに第1幕の最後の合唱（ "May No Rash Intruder Disturb" ）は『ナイチンゲール・コーラス』と呼ばれ、単独で演奏される。
なお、本作は1759年にヘンデル自身の手によって改訂されている。

## 背景

『ソロモン』初演の行われたコヴェント・ガーデン劇場

ドイツ生まれのヘンデルは1712年以来ロンドンに居住し、イタリア・オペラの作曲家として大きな成功を収めていた。音楽に英語のテキストを使う機会は最初は限定されていた。
彼は作曲家として、1717年から1719年にシャンドス公爵の大邸宅に住み、教会の讃美歌と2つのオペラ作品『エイシスとガラテア』（HWV 49）と『エステル』（HWV 50）を書き、さまざまな王室行事のために英語の声楽曲を作曲し、1727年にはジョージ2世の戴冠式頌歌を書き、イギリス音楽界を震撼した。
1731年に、1718年版『エステル』（聖書のジャン・ラシーヌ物語の英語劇）がヘンデルの参加なしにロンドンで上演され好評だったので、ヘンデルは同作品を改訂し、彼のイタリア語オペラが上演されていた劇場でそれを上演しようとした。
しかし、ロンドン司教は、ステージ上で聖書劇を公演するのを禁じたため、ヘンデルは『エステル』をコンサート形式で上演し、結果的に英語オラトリオを創始した:212。
『エステル』の成功は巨大だったので、ヘンデルは1741年の『デイダミア』（HWV 42）をもってイタリア語オペラを放棄し、一連の英語オラトリオの傑作を制作した。
ヘンデルがロンドンのために作曲したイタリア語オペラの形式「オペラ・セリア」は、スター歌手のためのソロのアリアとレチタティーヴォばかりで、合唱曲はなかった。しかし、英語オラトリオではソロのアリアのほかに、戴冠式アンセムで使用したタイプの大合唱も混ぜ、ヘンデルのイタリア・オペラに投資し楽しんでいた貴族だけでなく、幅広い社会階級の人たちがヘンデルの英語オラトリオを楽しんだ。
英語オラトリオ『ソロモン』は、当時のイギリス人にジョージア朝イギリス帝国への祝福として受け止められたが、これはソロモンは智慧と正義を象徴する王であり、当時のイスラエルは強大で繁栄していたからと言われている。

## 役と声部と初演時の歌手
- ソロモン：アルト：カテリーナ・ガリ
- ソロモン王の妃：ソプラノ：ジュリア・フラージ
- ニコール（シバの女王）：ソプラノ：ジュリア・フラージ
- 遊女1：ソプラノ：ジュリア・フラージ
- 遊女2：メゾソプラノ：シビラ・グロナマン（ピント夫人）
- ザドク（大祭司）：テノール：トーマス·ロウ
- レビ人：バス：ヘンリー·セオドア・ラインホルド
- アテンダント：テノール
- 司祭：合唱
- イスラエル人たち：合唱

## あらすじ

### 第1幕
ソロモンと人々がエルサレムでお祭り騒ぎを催している。ソロモンは（数百の妻や妾を持っていたと記載されている聖書のソロモンとは異なり）彼の妻と結婚して幸福のあまり喜び、女王のために宮殿を建てることを約束する。彼らは互いの愛を表現し、花の香りのそよ風に誘われ、夜のために退場する。ナイチンゲールが歌を休むように。

### 第2幕
ひとりの赤ん坊についてそれぞれが自分の子供であると主張する2人の遊女の物語で、ソロモンの叡智が示される。ソロモンは剣で赤子を切り分けて、それぞれに与えることを提案しながら剣を抜く。片方の女がそれなら相手に渡す方がいいと泣き崩れ、ソロモンは泣き崩れた女を真の母親だと断定する。売女とコーラスは、ソロモンの判決を大合唱で爆発的に称賛する。

### 第3幕
シバの女王がソロモンの王国へ公式訪問し、王と民は音楽で彼女を楽しませ、仮面舞踏会が始まる。壮大なコーラスの穏やかな音楽が軍事的栄光を褒め称え、不幸な恋人の絶望の嵐をなだめ、賢明な支配者ソロモンによるイスラエルの平和、幸福、繁栄の黄金時代を祝う。

## 曲目
| 第1幕 1. 序曲 第1景: ソロモン・ザドック・司祭・合唱 2.ハープとシンバル(合唱) 3.お前の主を称えなさい (レヴィット – アリア) 4.敬虔な心をもって (合唱) 5.全能の力 (ソロモン – accompagnato) 6.王のソロモン (ザドック – レチタティーヴ) 7.聖なる有頂天 (ザドック – アリア) 8.全国津々浦々 (合唱) 9.祝福された主 (ソロモン – 台詞) 10.What though I trace (Solomon – air) 第2景: To them the Queen 11.And see my Queen (Solomon – recitative) 12.Bless’d the day (Queen – air) 13.Thou fair inhabitant of Nile (Solomon, Queen – recitative) 14.Welcome as the dawn of day (Queen Solomon – duet) 15.Vain are the transient beauties (Solomon – recitative) 16.Indulge thy faith (Zadok – air) 17.My blooming fair (Solomon – recitative) 18.Haste to the cedar grove (Solomon – air) 19.When thou art absent (Queen – recitative) 20.With thee th’unshelter’d moor (Queen – air) 21.May no rash intruder ("Nightingale Chorus") (chorus) | 第2幕 Scene 1: Solomon, Zadok, Levite, chorus of priests and Israelites 22.From the censer (chorus) 23.Prais’d be the Lord (Solomon – recitative) 24.When the sun o’er yonder hills (Solomon – air) 25.Great prince (Levite – recitative) 26.Thrice bless’d that wise discerning king (Levite – air) Scene 2: To them an attendant 27.My sovereign liege (Attendant, Solomon – recitative) Scene 3: To them the two harlots 28.Thou son of David (First harlot – recitative) 29.Words are weak (First and second harlot, Solomon – trio) 30.What says the other (Solomon, second harlot – recitative) 31.Thy sentence, great king (Second harlot – air) 32.Withhold, withhold the executing hand (First harlot – recitative) 33.Can I see my infant gor’d (First harlot – air) 34.Israel attend (Solomon – accompagnato) 35.Thrice bless’d be the king (First harlot, Solomon – duet) 36.From the east unto the west (chorus) 37.From morn to eve (Zadok – recitative) 38.See the tall palm (Zadok – air). 39.No more shall armed bands (First harlot – recitative) 40.Beneath the vine (First harlot – air) 41.Swell, swell the full chorus (chorus) | 第3幕 42.シンフォニア（「シバの女王の入城」） Solomon, Queen of Sheba, Zadok, chorus of Israelites 43.From Arabia’s spicy shores (Queen of Sheba, Solomon – recitative) 44.Ev’ry sight these eyes behold (Queen of Sheba – air) 45.Sweep, sweep the string (Solomon – recitative) 46.Music spread thy voice around (Solomon and chorus) 47.Now a different measure (Solomon and chorus) 48.Then at once from rage remove (Solomon – recitative) 49.Draw the tear from hopeless love (chorus) 50.Next the tortur’d soul release (Solomon – recitative) 51.Thus rolling surges rise (Solomon and chorus) 52.Thy harmony’s divine (Queen of Sheba – recitative) 53.Pious king (Levite – air) 54.Thrice happy king (Zadok – recitative) 55.Golden columns (Zadok – air) 56.Praise the Lord (chorus) 57.Gold now is common (Solomon – recitative) 58.How green our fertile pastures look (Solomon – air) 59.May peace in Salem (Queen of Sheba – recitative) 60.Will the sun forget to streak (Queen of Sheba – air) 61.Adieu, fair queen (Solomon – recitative) 62.Ev’ry joy that wisdom knows (Queen of Sheba, Solomon – duet) 63.The name of the wicked (chorus) |

## 音楽的内容
「ソロモン」は豊かなオーケストレーションがほどこされ、フルート、オーボエ、ファゴット、ホルン、トランペット、ティンパニ、通奏楽器のオーケストラをフィーチャーする。
壮大で多様なコーラスの多くは、当時の一般的な4声ではなく8声（ダブル・コーラス）である。
第3幕は非常に有名なシンフォニア『シバの女王の入城』で始まる。オーボエをフィーチャーした明るく活発な管弦楽曲として知られており、オラトリオの文脈外で単独で演奏されることが多い。

## 主な録音
- 1950年：サー・トーマス・ビーチャム指揮、ビーチャム合唱協会、ロイヤル・フィルハーモニー管弦楽団（EMI、2枚組、2005年リマスター）
- 1967年：スティーヴン・サイモン指揮、ウィーン・ユース合唱団、ウィーン・フォルクスオーパー管弦楽団（RCAレッド・シール・レコード、3枚組LP）
- 1984年：バーバラ・ヘンドリックス歌唱、ジョン・エリオット・ガーディナー指揮、モンテヴェルディ合唱団、イングリッシュ・バロック・ソロイスツ（フィリップスのデジタル録音、3枚組LP、2枚組CD）
- 1999年：ポール・マクリーシュ指揮、ガブリエル・プレイヤーズ（アルヒーフ、3枚組）
- 2003年：ユルゲン・ブッダイ指揮、マウルブロン室内合唱団、ハノーヴァー宮廷管弦楽団（K and K Verlagsanstalt、2枚組）
- 2006年：ダニエル・ロイス指揮、RIAS室内合唱団、ベルリン古楽アカデミー（ハルモニア・ムンディ、2枚組）